# Batgirl XXX: An Extreme Comixxx Parody
Batgirl XXX: An Extreme Comixxx Parody ist eine US-amerikanische Porno-Parodie mit Sunny Lane als Batgirl in der weiblichen Hauptrolle.

## Handlung
Jeden Tag sieht Barbara Gordon ihre geliebte Stadt Gotham City weiter verelenden. Durch Verbrechen und sexuelle Devianz auf dem Vormarsch sind Barbaras Vater, dem Polizeichef, von der Korruption des politischen Systems die Hände gebunden. Barbara weiß, dass sie, um ihre Stadt zu retten, außerhalb der Grenzen des Gesetzes manövrieren muss. Sie zieht eine Maske auf und schließt sich dem Duo Batman und Robin als Batgirl als Verbündete an. Als Gothams neueste Kriminelle, der weibliche Joker, in Arkham-Asylum einbricht und Riddler, Harlekin, Penguin, Poison Ivy, Scarecrow und Catwoman befreit, findet sich das Trio zahlenmäßig unterlegen, aber nicht in Bezug auf die sexuelle Kraft.

## Nominierungen
- RogReviews' Critics Choice Awards, 2012, Nominee: Best Feature
- Sex Awards, 2013, Nominee: Adult Parody of the Year
- XBIZ Awards, 2013, Nominee: Parody Release of the Year: Comedy
- XRCO Awards, 2013, Nominee: Best Parody: Comic Book

## Wissenswertes
- Lexi Belle, die hier als Zombie auftritt, spielte in dem Film "Batman XXX: A Porn Parody" aus dem Jahr 2010 das Batgirl.